# Randy Quaid
Randy Quaid (Houston, Texas, 1 de outubro de 1950) é um ator americano mais conhecido por seu papel como o primo Eddie nos filmes da série National Lampoon's Vacation, bem como seus numerosos papéis coadjuvantes em filmes como The Last Detail, Independence Day, Kingpin e Brokeback Mountain. Ganhou um Globo de Ouro e foi nomeado para um Óscar, um Emmy e um BAFTA. É irmão, do também ator, Dennis Quaid.

## Filmografia
- Weight (2018)
- Tosh.0 (2017 - atual)
- Star Whackers (2011)
- Ball’s Out: The Gary Houseman Story (2008)
- Real Time (2008)
- Goya's Ghosts (2006)
- Category 7: The End of the World (2005)
- The Ice Harvest (2005)
- Brokeback Mountain (2005)
- Category 6: Day of Destruction (2004)
- Home on the Range (2004) (voz)
- Milwaukee, Minnesota (2003)
- Kart Racer (2003)
- Carolina (2003)
- Grind (2003)
- Black Cadillac (2003)
- Frank McKlusky, C.I. (2002)
- The Adventures of Pluto Nash (2002)
- Not Another Teen Movie (2001) (br.: Não é mais um besteirol americano)
- George Wallace: Settin' the Woods on Fire (2000, documentário)
- The Adventures of Rocky and Bullwinkle (2000)
- Sultans of Swing: The Very Best of Dire Straits - "Heavy Fuel" (1999, vídeo musical)
- The Magical Legend of the Leprechauns (1999)
- P.U.N.K.S. (1999)
- The Debtors (1999)
- Purgatory (1999)
- Last Rites (1998)
- Bug Buster (1998)
- Hard Rain (1998)
- Vegas Vacation (1997)
- Last Dance (1996)
- The Siege at Ruby Ridge (1996)
- Independence Day (1996)
- Kingpin (1996)
- Get on the Bus (1996)
- Bye Bye Love (1995)
- Next Door (1994) (filme para a TV)
- The Paper (1994)
- Major League II (1994)
- Curse of the Starving Class (1994)
- Freaked (1993)
- Frankenstein (1992)
- Picture This: The Times of Peter Bogdanovich in Archer City, Texas (1991) (documentário)
- Cold Dog Soup (1990)
- Martians Go Home (1990)
- Days of Thunder (1990)
- Quick Change (1990)
- Texasville (1990)
- Parents (1989)
- Out Cold (1989)
- Last Rites (1989)
- Bloodhounds of Broadway (1989)
- National Lampoon's Christmas Vacation (1989)
- Moving (1988)
- Dead Solid Perfect (1988)
- Caddyshack II (1988)
- Sweet Country (1987)
- Atraídos Pelo Perigo (1987)
- LBJ: The Early Years (1987) Filme de TV
- The Wraith (1986)
- The Slugger's Wife (1985)
- Fool for Love (1985)
- The Wild Life (1984)
- National Lampoon's Vacation (1983)
- Of Mice and Man (1981) filme de TV
- Heartbeeps (1981)
- Foxes (1980)
- The Long Riders (1980)
- Three Warriors (1978)
- Midnight Express (1978)
- The Choirboys (1977)
- The Missouri Breaks (1976)
- Bound for Glory (1976)
- Breakout (1975)
- The Apprenticeship of Duddy Kravitz (1974)
- Lolly-Madonna XXX (1973)
- Paper Moon (1973)
- The Last Detail (1973)
- What's Up, Doc? (1972)
- The Last Picture Show (1971)
- Targets (1968)